# Leptogorgia gaini
Leptogorgia gaini är en korallart som först beskrevs av Stiasny 1940.  Leptogorgia gaini ingår i släktet Leptogorgia och familjen Gorgoniidae. Inga underarter finns listade i Catalogue of Life.